# Gustavo Restrepo (football)
Pour les articles homonymes, voir Gustavo Restrepo et Restrepo.
Gustavo Restrepo, né le 24 septembre 1969 à Medellín (Colombie), est un footballeur colombien, qui évoluait au poste de milieu de terrain à l'Atlético Nacional, à l'Envigado, à l'Atlético Bucaramanga et à l'Independiente Medellín, ainsi qu'en équipe de Colombie.
Restrepo ne marque aucun but lors de ses six sélections avec l'équipe de Colombie entre 1990 et 1999. Il participe à la Jeux olympiques d'été en 1992 à Barcelone avec la Colombie.

## Carrière
- 1988-1994 :  Atlético Nacional
- 1995 :  Envigado
- 1995-1996 :  Atlético Nacional
- 1996-1999 :  Atlético Bucaramanga
- 1999 :  Independiente Medellín[2]

## Palmarès

### En équipe nationale
- 6 sélections et 0 but avec l'équipe de Colombie entre 1990 et 1999

### Avec l'Atlético Nacional
- Vainqueur de la Copa Libertadores en 1989
- Vainqueur de la Copa Interamericana en 1990
- Vainqueur du Championnat de Colombie en 1991 et 1994